# Coppa Intercontinentale 1990 (calcio)
La Coppa Intercontinentale 1990 (denominata anche Toyota Cup 1990 per ragioni di sponsorizzazione) è stata la ventinovesima edizione del trofeo riservato alle squadre vincitrici della Coppa dei Campioni e della Coppa Libertadores.

## Avvenimenti
A distanza di un solo anno, il Milan si ripresenta all'atto finale della manifestazione intercontinentale. Di fronte, i paraguayani dell'Olimpia Asunción, vincitori dopo 11 anni della Copa Libertadores. Costretto a rinunciare a due giocatori importanti come Ancelotti e Evani (che con una sua punizione aveva deciso la finale dell'anno precedente), il tecnico rossonero Sacchi dispone Carbone e Stroppa ai lati del centrocampo, a supporto delle punte Van Basten e Gullit.
Al minuto 25 un contrasto nell'area di rigore paraguayana costringe all'uscita anticipata dal campo Maldini (che si rivelerà essersi fratturato la clavicola destra), che viene sostituito da Filippo Galli. La squadra rossonera si dimostra in grado di reggere il pronostico che la vede favorita, e sul finale del primo tempo legittima la superiorità passando in vantaggio grazie ad una rete di Rijkaard, che insacca di testa un cross di Gullit.
La seconda frazione di gioco vede il Milan prendere il possesso del campo e, dopo diciassette minuti, siglare il secondo gol con Stroppa, fortunato a correggere in rete una ribattuta di Almeida su un tiro di Van Basten deviato sul palo. Al minuto 65 l'ennesima percussione del centravanti olandese si conclude con un pallonetto che centra nuovamente il palo; la palla viene colpita in tuffo di testa da Rijkaard, la cui doppietta personale chiude in pratica la partita (nonostante una traversa colta in seguito da Amarilla). Poco dopo, un inserimento di Samaniego, che già aveva impegnato in uscita il portiere rossonero nel primo tempo, costringe Pazzagli ad una difficile parata.
Gli ultimi sforzi non bastano tuttavia all'Olimpia per recuperare lo svantaggio. Il Milan vince così il trofeo intercontinentale per la terza volta nonché seconda consecutiva (raggiungendo in testa alla speciale classifica delle squadre plurivincitrici le due compagini uruguayane del Peñarol e del Nacional). La squadra rossonera stabilisce alcuni importanti record: è il primo club europeo a vincere il titolo mondiale per tre volte, il primo in assoluto a vincere due volte di fila a Tokyo e anche la prima squadra di club della storia ad aggiudicarsi per due anni consecutivi il principale torneo di Coppa continentale, la Supercoppa continentale e il titolo mondiale. A Rijkaard, autore della doppietta decisiva, verrà poi consegnato il premio come migliore giocatore della manifestazione.
Nel 2017, la FIFA ha equiparato i titoli della Coppa del mondo per club e della Coppa Intercontinentale, riconoscendo a posteriori anche i vincitori dell'Intercontinentale come detentori del titolo ufficiale di "campione del mondo FIFA", inizialmente attribuito soltanto ai vincitori della Coppa del mondo per club.

## Tabellino
| Arbitro: | José Roberto Wright |

|                               |           |  |
| Rijkaard 43’, 65’ Stroppa 62’ | Marcatori |  |

| Milan | Olimpia |

| Milan         |    |                       |                  |     |
|               |    |                       |                  |     |
| P             | 1  | Andrea Pazzagli       |                  |     |
| D             | 2  | Mauro Tassotti        |                  |     |
| D             | 3  | Paolo Maldini         |                  | 25’ |
| C             | 4  | Angelo Carbone        |                  |     |
| D             | 5  | Alessandro Costacurta |                  |     |
| D             | 6  | Franco Baresi (C)     |                  |     |
| C             | 7  | Roberto Donadoni      |                  | 82’ |
| C             | 8  | Frank Rijkaard        | Man of the match |     |
| A             | 9  | Marco van Basten      |                  |     |
| A             | 10 | Ruud Gullit           |                  |     |
| C             | 11 | Giovanni Stroppa      |                  |     |
| Sostituzioni: |    |                       |                  |     |
| D             | 13 | Filippo Galli         |                  | 25’ |
| C             | 14 | Gianluca Gaudenzi     |                  | 82’ |
| Allenatore:   |    |                       |                  |     |
| Arrigo Sacchi |    |                       |                  |     |

| Olimpia              |    |                     |             |     |
|                      |    |                     |             |     |
| P                    | 1  | Ever Almeida        |             |     |
| D                    | 2  | Virginio Cáceres    |             |     |
| D                    | 3  | Mario César Ramírez |             | 49’ |
| D                    | 4  | Silvio Suárez       |             |     |
| D                    | 5  | Remigio Fernández   | Ammonizione |     |
| C                    | 6  | Jorge Guasch (C)    |             |     |
| C                    | 7  | Adolfo Jara         |             | 67’ |
| C                    | 8  | Fermín Balbuena     |             |     |
| A                    | 9  | Raúl Amarilla       |             |     |
| C                    | 10 | Luis Monzón         |             |     |
| A                    | 11 | Adriano Samaniego   |             |     |
| Sostituzioni:        |    |                     |             |     |
| D                    | 14 | Herib Chamas        |             | 49’ |
| A                    | 16 | Cristóbal Cubilla   |             | 67’ |
| Allenatore:          |    |                     |             |     |
| Luis Alberto Cubilla |    |                     |             |     |

## Curiosità
- Nel 2014 l'esemplare originale della Toyota Cup, trofeo destinato dalla casa automobilistica giapponese sponsor della manifestazione, a Rijkaard come man of the match della finale ed originariamente conservato presso il Museo di San Siro, è stato messo in vendita dalla celebre casa d'aste Sotheby's. Sul possibile furto è stata aperta un'inchiesta della magistratura italiana[8].